# Alloschizidium racovitzai
Alloschizidium racovitzai là một loài chân đều trong họ Armadillidiidae. Loài này được Vandel miêu tả khoa học năm 1954.